# Meia Maratona A Tribuna
A Meia Maratona da Praia Grande é um evento de atletismo realizado desde 2004 na cidade de Praia Grande.
Possui um trajeto peculiar, composto por duas grandes retas de cerca de 9 kilômetros, unidas por outras duas de aproximadamente 1 quilômetro, ou seja, durante todo o percurso, os atletas fazem apenas quatro curvas e o terreno é plano em todo o perurso. No entanto, outras modalidades disputadas simultaneamente à Meia Maratona, como a 10K e a 5K, obviamente possuem trajeto diferenciado para atender a sua quilometragem.

## Quadro de Campeões
| Edição | Data        | Inscritos | Vencedor                          | Vencedora                              | Ref.   |
| ------ | ----------- | --------- | --------------------------------- | -------------------------------------- | ------ |
| I      | 07.nov.2004 | 2000      | Franck Caldeira (1:02"29)         | Ednalva Laureano, a Pretinha (1:14"11) | [ 2 ]  |
| II     | 27.nov.2005 | 2400      | Geovane de Jesus Santos (1:06"24) | Sirlene de Souza Pinho (1:16"24)       | [ 2 ]  |
| III    | 15.out.2006 | 2000      | Mathew Cheboi (1:05"27)           | Márcia Narloch (1:17"18)               | [ 2 ]  |
| IV     | 15.ago.2007 | 1913      | Marcos Alexandre Elias (1:04"51)  | Marizete Rezende (1:13"50)             | [ 2 ]  |
| V      | 31.ago.2008 | 3000      | Chemwolo Kiprono Mutai (1:03"08)  | Maria Zeferina Baldaia (1:13"54)       | [ 2 ]  |
| VI     | 30.ago.2009 | 3100      | Paulo Roberto Almeida (1:04"41) * | Nadir Sabino (1:18"01)                 | [ 2 ]  |
| VII    | 12.set.2010 | 3100      | Paulo Roberto Almeida (1:05"52)   | Rumokol Elizabeth Chepkanan (1:15"32)  | [ 2 ]  |
| VIII   | 04.set.2011 | 2.700     | Giovani dos Santos (1:04"02)      | Dorcas Kiptarus (1:18"09)              | [ 10 ] |
| IX     | 02.set.2012 | 3.000     | James Cheboi Kimaiyo (1:05"37)    | Maria dos Remédios (1:16"58)           | [ 12 ] |
| X      | 01.set.2013 | 3.100     | Rogério Ferreira (1:04"21)        | Delvine Reli Meringor (1:16"46)        | [ 13 ] |
| XI     | 14.set.2014 | 3.500     | Edwin Kiprop Kibet (01:05"34)     | Samwe Fadhila Salum (1:18"03)          | [ 14 ] |
| XII    | 20.set.2015 | 3.300     | Adriano Pacheco (01:09"29)        | Sirlene de Souza Pinho (1:23"43)       | [ 15 ] |

Em negrito os melhores tempos da prova.

* Os irmãos Paulo Roberto Almeida e Luis Fernando Almeida cruzaram de mãos dadas a linha de chegada. A vitória foi dada ao Paulo Roberto, ficando Luis Fernando na segunda colocação.